# Berlin-Blankenfelde
Berlin-Blankenfelde [ˈblaŋkn̩ˌfɛldə]  est un quartier de Berlin, faisant partie de l'arrondissement de Pankow.
Durant la séparation de la ville pendant la guerre froide (1945-1990), il faisait partie de l'ancien district de Pankow.

## Population
Le quartier comptait 2 116 habitants le 1er janvier 2017 selon le registre des déclarations domiciliaires, c'est-à-dire 159 hab./km2.